# Giờ Omsk
Giờ Omsk là múi giờ ở Nga trước UTC (UTC+06: 00) sáu giờ và trước giờ Moskva 3 giờ.

## Lịch sử
Cho đến năm 1991, Giờ Omsk là một trong hai múi giờ được sử dụng ở Trung Á thuộc Liên Xô. Ngoài tỉnh Omsk trong Cộng hòa Xã hội chủ nghĩa Xô viết Liên bang Nga của Nga, nó bao phủ 2/3 phía đông của Cộng hòa Xã hội chủ nghĩa Xô viết Kazakhstan, tất cả Kyrgyzstan và Tajikistan, và phía đông Cộng hòa Xã hội chủ nghĩa Xô viết Uzbekistan. Điều này bao gồm thành phố Omsk và các thủ đô Alma-Ata (Almaty), Frunze (Bishkek), Dushanbe và Tashkent.
Trong hai năm sau khi Liên Xô sụp đổ, tỉnh Omsk vẫn là khu vực duy nhất ở Nga nằm trong múi giờ này. Các quốc gia Trung Á mới độc lập đã ngừng tuân theo quy ước giờ mùa hè, trong khi Uzbekistan và Tajikistan ngoài ra đã "di chuyển về phía Tây" bằng cách điều chỉnh đồng hồ lùi lại một giờ.
Trong những năm 1990-2010, Nga đã trải qua một làn sóng dịch chuyển đồng hồ trên toàn quốc đối với Moskva. Đến năm 2010, tất cả các khu vực Moskva + 4 của Tây Siberi chuyển đến Moskva+ 3, hợp nhất thành giờ Omsk.
Năm 2011, Nga chuyển sang thời gian tiết kiệm ánh sáng ban ngày quanh năm. Thay vì chuyển đổi giữa UTC + 06: 00 vào mùa đông và UTC + 07: 00 vào mùa hè, thời gian Omsk được đặt thành UTC + 07: 00 cho đến năm 2014, khi nó được đặt lại đến UTC + 06: 00 quanh năm, nhưng tỉnh Kemerovo đã quyết định ở lại UTC + 07: 00 - giờ Krasnoyarsk.
Năm 2016, Altai Krai, Cộng hòa Altai, tỉnh Tomsk  và tỉnh Novosibirsk chuyển sang giờ Krasnoyarsk (UTC+07:00).